# Хіґасікуні Сіґеко
Хігасікуні Сігеко (яп. 东久迩成子), до шлюбу принцеса Теру (яп. 照宮成子内親王, Теру-но-мія Сігеко, 6 грудня 1925 — 23 липня 1961) — старша дочка й перша дитина японського принца-регента, згодом імператора Сева) та його дружини принцеси Нагако (імператриця Кодзюн). Сестра імператора Акіхіто.

## Життєпис
Народилася в імператорському палаці Акасака 6 грудня 1925 року о 20:10. Була єдиною дитиною наслідного принца Хірохіто, народженою до вступу на імператорський трон.
У 1932—1942 принцеса проходить навчання в школі знаті Гакусюїн.
У 1941 офіційно заручена з принцом Хігасікуні Моріхіро, старшим сином принца Хігасікуні Нарухіко, наречений доводився нареченій двоюрідним дядьком. Офіційна шлюбна церемонія відбулася 13 жовтня 1943.

## Діти
У шлюбі народила п'ятеро дітей:
1. принц Нобухіко (10 березня 1945 — 20 березня 2019), народився в домашньому бомбосховищі в самий розпал Токійського бомбардування, з 1973 одружений з Йосіко Сімада;
2. принцеса Фуміко (нар. 23 грудня 1946), з 1968 одружена з Кадзутосі Омура;
3. Хідехіко (нар. 30 червня 1949), не мав титулу принца, оскільки народився після втрати титулу батьками;
4. Наохіко (нар. 1953), 27 лютого 1978 одружився з Кадзуко Сато, двоє синів, Терухіко і Муцухіко;
5. Юко (нар. 1954).